# Tanowo
Tanowo (deutsch Falkenwalde) ist ein Dorf in der polnischen Woiwodschaft Westpommern. Es gehört zur Gmina Police im Powiat Policki (Pölitzer Kreis).

## Geographische Lage
Tanowo liegt 14 Kilometer nördlich des Stadtzentrums von Stettin (Szczecin) und 7 Kilometer westlich des Stadtzentrums von Police (Pölitz). Das Stadtzentrum von Police ist der Markt in der Altstadt (Plac Chrobrego).

## Geschichte

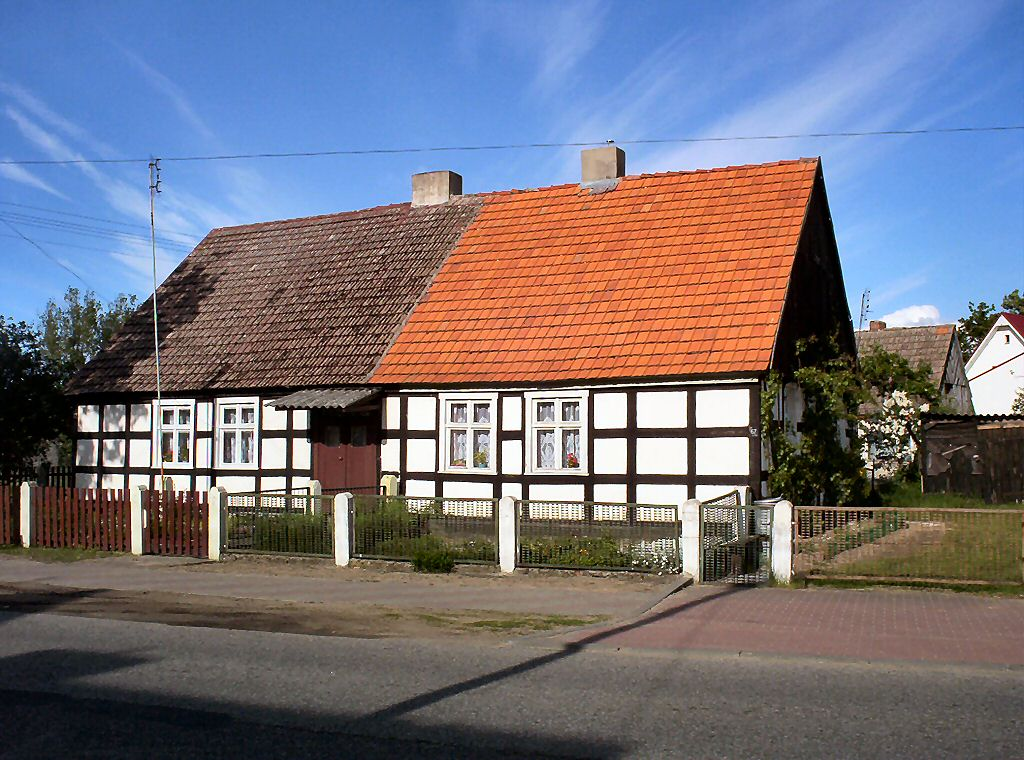
Dorfhaus

Falkenwalde wurde im Jahre 1277 erstmals urkundlich erwähnt. Bis 1522 war es ein Klosterdorf, das im Zuge der Säkularisation herzogliches Eigentum wurde.
Bis zum 14. Oktober 1939 gehörte Falkenwalde zum Landkreis Randow und kam nach dessen Auflösung zum Landkreis Ueckermünde. Es verblieb damit im Regierungsbezirk Stettin der Provinz Pommern.
Nach Ende des Zweiten Weltkriegs wurde die Ortschaft 1945 Teil Polens und in Tanowo umbenannt. Hier leben jetzt etwa 850 Einwohner, im Jahr 1925 waren es 697, und im Jahr 1939 waren es 988.

## Kirche
Falkenwalde war – wie Tanowo es heute noch ist – ein Kirchdorf. Erst seit dem 1. Oktober 1847 wurde eine selbständige Kirchengemeinde errichtet. Zuvor war der Ort, wie das Nachbardorf Hagen, eine Filialkirche im Kirchspiel Jasenitz. Seit der Zeit gehörten Hagen und Falkenwalde zum Kirchspiel Falkenwalde, in das später noch die Filialkirche Zedlitzfelde (Sieldice) eingegliedert wurde.
Vor 1945 war Falkenwalde überwiegend evangelisch. Im Jahre 1940 gehörten zum Kirchspiel 2300 Gemeindeglieder, die sich auf die Orte Alt Glashütte, Alt Leese (Stare Leśno), Günnitz (Gunice), Hagen (Tatynia), Hohenleese (Leśno Górne), Neuhaus (Sławoszewo), Trestin (Treszczyn) und Zedlitzfelde (Siedlice) verteilten. Falkenwalde gehörte zum Kirchenkreis Ueckermünde in der Kirchenprovinz Pommern (Sitz: Stettin) der Kirche der Altpreußischen Union (Sitz: Berlin). Seit 1945 sind die evangelischen Einwohner von Falkenwalde in die Kirchengemeinde St. Trinitatis (vor 1945: St. Gertrudkirche) in Stettin in der Diözese Breslau der Evangelisch-Augsburgischen Kirche in Polen eingegliedert.
Ein großer Teil der Kirchenbücher (Taufen, Trauungen, Begräbnisse) aus der Zeit vor 1945 sind erhalten geblieben und werden heute im Evangelischen Zentralarchiv in Berlin-Kreuzberg aufbewahrt.
Seit 1945 lebt in Tanowo eine überwiegend römisch-katholische Bevölkerung. Tanowo ist Sitz einer Pfarrei, die zum Dekanat Police im Erzbistum Stettin-Cammin der Katholischen Kirche in Polen gehört.

## Sehenswürdigkeiten
Das Świdwie Naturschutzgebiet (Ramsar-Konvention, 3. Januar 1984) bei Węgornik (Aalgraben) hat als Zufahrt den Weg nach Węgornik von dem nördlichen Teil des Dorfes bei Gunice (Günnitz).
Der Kajaktouristenweg auf der Gunica (Aalbach) Fluss von Węgornik führt durch Tanowo, Tatynia, Wieńkowo nach Police-Jasienica.